# Галицевка
Галицевка (укр. Галицівка) — село в Селятинской сельской общине Вижницкого района Черновицкой области Украины.
До 2020 года входило в Путильский район
Население по переписи 2001 года составляло 677 человек. Почтовый индекс — 59132. Телефонный код — 3738. Код КОАТУУ — 7323584502.